# یولیوس ماراتوس
یولیوس ماراتوس، (ح. ۲۷ پیش از میلاد - ۱۴ پس از میلاد) یک آزاده و مورد اعتماد امپراتور آگوستوس بود. به گفته سوئتونیوس (حدود ۶۹ پس از میلاد - حدود ۱۲۲ از میلاد) در باب زندگی قیصرها او یک زندگینامه در باب زندگی آگوستوس نوشته‌است.
به گفته یولیوس ماراتوس، چند ماه قبل از تولد آگوستوس، نشانه ای در روم مشاهده شد که هشدار می‌داد که طبیعت برای مردم روم حامل یک پادشاه است. پس از آن، مجلس سنا با تعجب مقرر کرد که هیچ فرزند پسر متولد شده در آن سال نباید تربیت شود. اما کسانی که همسرانشان باردار بودند، مراقب بودند که این حکم در بیت المال بایگانی نشود، زیرا هر یک پیشگویی را به خانواده خود مرتبط می‌دانست.